# Oluf Haraldsen
Denne side handler om en dansk kongeætling, der blev udråbt til konge i Skåne. For andre konger med navnet Oluf, se Oluf (flertydig).
 Der er for få eller ingen kildehenvisninger i denne artikel, hvilket er et problem. Du kan hjælpe ved at angive troværdige kilder til de påstande, som fremføres i artiklen.

Oluf Haraldsen til tider også kaldet Oluf 2. (død 1143) var søn af Harald Kesja og dennes ægtefælle Ragnhild. Han blev udråbt til skånelandsk konge i 1140 som han regerede til sin død 1143. Han vandt ikke kontrol over resten af Danmark og medtages ikke i kongerækken i den Store Danske Encyklopædi eller kongehusets hjemmeside.
Da Erik Emune i 1135 overrumplede Harald Kesja i Skiping uden for Vejle var Oluf den eneste af Haralds sønner, der undslap med livet i behold. Da Oluf i 1137 forlangte sin ret til Danmarks trone blev han afvist som søn af en landsforræder. Han gjorde et forsøg på hævn ved at overfalde Erik, da han befandt sig i en kongsgård i det sydøstlige Skåne. Det mislykkedes imidlertid, og Oluf måtte flygte til Sverige, hvorfra han siden kom tilbage og indledte en blodig borgerkrig, der pågik i fire år og blev udkæmpet først på Sjælland og siden i Skåne.
På det nordlige Sjælland vandt Roskildebiskoppen Rike et slag over Oluf ved Bydinge å, men Oluf vandt senere 1139 i et slag i Ramløse ved Arresø, hvor biskoppen blev slået ihjel. Det gjorde, at Oluf blev bandlyst af paven, og da Oluf siden gjorde et indfald i Skåne, forsøgte ærkebiskop Eskil at hindre ham med våbenmagt, men blev besejret og måtte overlade Lund til Oluf. Eskil flygtede til Erik Lam og forsøgte siden i spidsen for den kongelige hær at gøre landgang i Skåne, men måtte endnu en gang se sig besejret. Ved det tidspunkt havde Oluf, som i 1140 var blevet hyldet på Sankt Libers høj som konge og nu regerede et selvstændigt Skåneland fra Lund, vundet skåningernes hjerter for sin sag, og beruset af sin succes lod han på egen hånd udnævne en ny ærkebiskop og opføre et kongepalads ved Dalby. Erik Lam havde dog ikke opgivet kampen, og i slaget ved Glumstrup (no) øst for Lund lykkedes det ham endelig i 1142 at vinde over Oluf. Oluf trak sig tilbage til Halland, men vendte tilbage til Skåne året efter (1143), hvor krigen kulminerede i slaget ved Tjute Å (no), hvor Oluf og de fleste af hans mænd faldt, og der blev fred over "hele det danske land". I Roskildekrøniken er Oluf betegnet som "et uhyre med mange hoveder", men i det østensundske Danmark så man helt anderledes på ham.
Det antages almindeligvis, at Harald Skrænk, der forsøgte at blive skånelandsk konge i 1182, var en søn af Oluf.